# Thraulodes quevedoensis
Thraulodes quevedoensis is een haft uit de familie Leptophlebiidae. De wetenschappelijke naam van de soort is voor het eerst geldig gepubliceerd in 2009 door Flowers.
De soort komt voor in het Neotropisch gebied.